# 峰厚介
峰 厚介（みね こうすけ、1944年2月6日 - ）は、日本のジャズテナーサクソフォーン奏者。

## 略歴
東京都湯島出身。寿司屋の息子として生まれる。東邦音楽大学附属高等学校出身。
1962年、加藤久鎮クインテットに入り、新宿ミラノ座地下、ミラノクラブでアルト・サックスを吹くようになった。
1963年にアルト・サックス奏者として本格的に音楽活動を開始し、1969年の菊地雅章バンドへの参加を皮切りに、広く知れ渡る。
ジョン・コルトレーンに心酔し、1971年よりテナー・サックスも吹き始める。
1971年、ジョー・ヘンダーソン『Joe Henderson And Kikuchi, Hino In Concert』（Fontana）、マル・ウォルドロン『Mal : Live 4 To 1』（日本フォノグラム / Philips）のライブ録音で共演した。
1976年、ギル・エヴァンス『Tokyo Concert』（West Wind）、『東京Concert 1976』（スタジオソングス）のライブ録音でルー・ソロフと共演した。
一時渡米、帰国後1978年には、本田竹広らとジャズ・フュージョングループとして人気を博したネイティブ・サンを結成。その後も、Four Sound（板橋文夫、井野信義、村上寛）、峰クィンテット（峰厚介、秋山一将、大口純一郎、古澤良治郎、岡田勉）、QuietStoRm（秋山一将、石渡明廣、峰厚介、岡田勉、Cecil Monroe）などで活躍。
1988年、ジョージ・ラッセル『New York / The 4th Tokyo Music Joy '88』（キングレコード）の録音でルー・ソロフ、レイ・アンダーソンと共演した。

## ディスコグラフィ

### リーダー作品
- 『モーニング・タイド』
- 『ミネ』
- 『セカンド・アルバム』
- 『ダグリ』
- 『Out Of Chaos（アウト・オブ・ケイオス）』
- 『ソリッド』
- 『サン・シャワー』
- 『Major to Minor』
- 『DUO』
- 『In A Maze（イン・ナ・メイズ）』
- 『BALANCEZ（バランセ）』
- 『RENDEZVOUS』
- 『Bamboo Grove』